# Penumbra
För andra betydelser, se Penumbra (olika betydelser).

Penumbra (latin för nästan skugga) är den ljusare yttre delen av skuggan (umbran). Allt mellan umbran och den yttersta punkten på strålkällan som skyms kallas penumbra. Det svenska ordet är halvskugga.

## Astronomi
Penumbra är också en astronomisk term för dels den mindre mörka ytterregionen av en solfläck, dels den partiella skuggningen vid förmörkelser. 

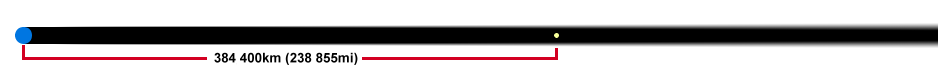
Skalenligt diagram som visar hur jordskuggan (umbran) sträcker sig mot månen, och bortom, och hur penumbran breder ut sig.